# Liste von Persönlichkeiten aus Canobbio
Diese Liste enthält in Canobbio geborene Persönlichkeiten und solche, die in Canobbio ihren Wirkungskreis hatten, ohne dort geboren zu sein. Die Liste erhebt keinen Anspruch auf Vollständigkeit.

## Persönlichkeiten
(Sortierung nach Geburtsjahr)
- Franceschino da Canobbio (* um 1400 in Canobbio; † nach dem 1459 in Mailand?), Architekt, 1430 oberster Bauleiter des Mailänder Doms[1]
- Antonius a Canobbio (* um 1560 in Canobbio; † 29. März 1624 in Altdorf UR), Kapuziner, Provinzial[2] Guardian in Zug[3]
- Giovan Battista Solari (* um 1600 in Canobbio; † nach dem 1650 in Mailand?) anfangs des 17. Jahrhunderts, Agent des Polenkönigs in Mailand; der König erhob seine Familie in den Adelsstand[4]
- Giovanni Antonio Solari (* um 1670 in Canobbio; † nach dem 1712 in Demonte?), von Canobbio, Baumeister, Oberaufseher der Festungen Cuneo und Demonte 1707–1712[5]
- Pietro Somasso (Somazzi) (* um 1640 in Canobbio; † 1709 ebenda), Bildhauer, Stuckateur im Königlicher Palast (Turin) und am Schloss Venaria Reale[6]Pietro Somasso in: https://artistiticinesi-ineuropa.ch. Abgerufen am 17. Oktober 2024.
- Pietro Filippo Somazzi (* um 1675 in Canobbio; † um 1735 in Turin), Bildhauer, Stuckateur[7]
- Giacomo Fumagalli (* 1786 in Canobbio; † 1862 ebenda), Ingenieur im Dienste des Königreichs Lombardo-Venetien, er baute einen schiffbaren Kanal von Mailand über den Po (Fluss) bis zum Adriatischen Meer (1819), projektierte die Eisenbahnstrecke Milano-Monza (18. August 1840) und in Canobbio entwarf er zwischen 1845 und 1848 den Chor und die halbrunde Apsis der Pfarrkirche von San Siro[8]

- Familie Lurati. [9]
  - Crispino Lurati (* um 1800 in Canobbio; † 1866 ebenda), Arzt, Mitglied des Kantonsgerichts[10]
  - Carlo Lurati (* 3. Mai 1804 in Canobbio; † 30. April 1865 in Lugano), Arzt, Professor der Naturgeschichte am Lyzeum von Lugano, Publizist, Politiker, Tessiner Grossrat und Staatsrat[11]
  - Bernardino Lurati (* 5. November 1829 in Canobbio; † 29. Juni 1880 in Bern), Politiker, Mitgründer der liberalkonservativen Partei, Journalist, Tessiner Grossrat und Nationalrat[12]
  - Giovanni Lurati (* 22. Oktober 1858 in Canobbio; † 2. Februar 1918 ebenda), Advokat, Politiker, Tessiner Grossrat, Ständerat und Nationalrat[13]
  - Roberto Lurati (* 1944 ? in Lugano), Architekt, Politiker, Gemeindepräsident von Canobbio, Vizepräsident der Verwaltung der Banca Raiffeisen del Cassarate[14][15]

- Fernando Paggi (* 3. Juli 1914 in Turin; † 14. Januar 1973 in Canobbio), Komponist, Leiter der Abteilung für Unterhaltungsmusik des RSI[16][17]
- Urbano Bizzozero (* 1934 in Canobbio; † 14. Januar 2022 ebenda), Syndilist der Organizzazione Cristiano Sociale Ticinese (OCST); Politiker (Christlichdemokratische Volkspartei), Gemeindepräsident von Canobbio (1960–1992), Gemeinderat (1957–1960) (2000–2007), Präsident des Tessiner Grossrates (1990)[18]
- Giuliano Bignasca (1945–2013), Bauunternehmer, Verleger und Politiker
- Danilo Pescia (* 1950 ? in Canobbio), Doktor und Professor, er studierte Physik an der ETH Zürich und promovierte 1983; es folgten Aufenthalte an der Universität Cambridge (UK) und am Forschungszentrum Jülich (DE). Von 1990 bis 1992 war er C3-Professor an der RWTH Aachen. Er lehrte und forschte 25 Jahren an der ETH Zürich.[19]
- Lorenzo Quadri (* 1974), Politiker.